# Michel Ritter (relieur)
Pour les articles homonymes, voir Ritter.
Michel Ritter (Geudertheim, 10 février 1853 – Carlepont, 16 octobre 1898,) est un relieur français.

## Biographie
Michel Ritter est un relieur Art nouveau, issu de l'atelier de Jean Engel, son oncle par alliance du côté maternel,.
En 1880, il épouse à Paris Salomé Wolff. Jean Engel est l'un de ses témoins de mariage.